# 枪口动能

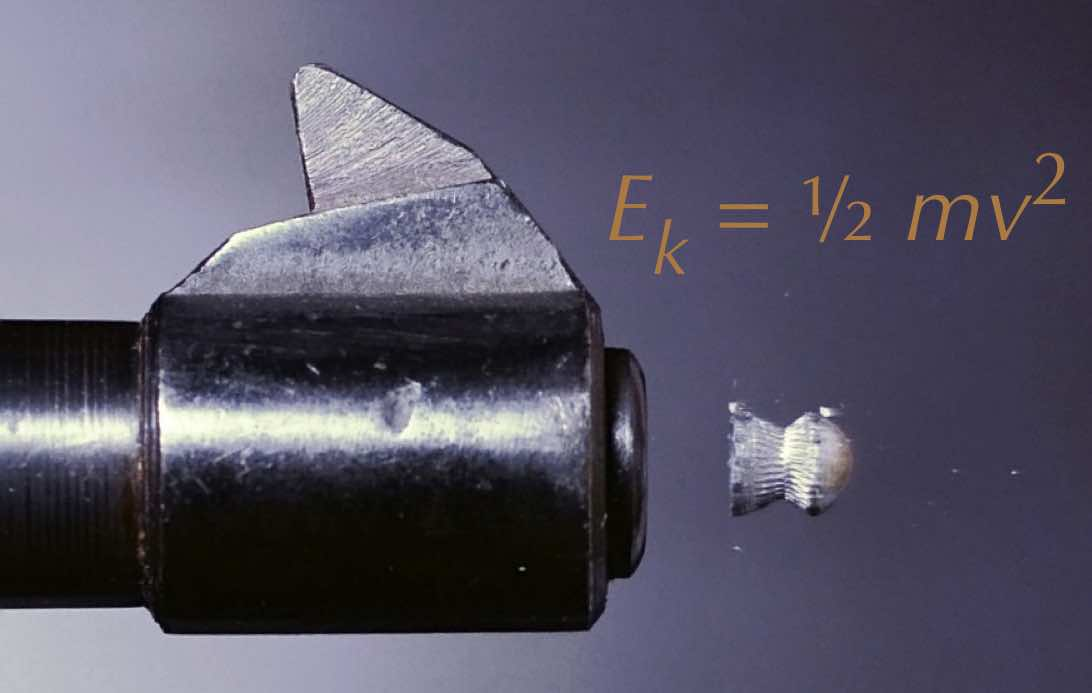
气枪的粒弹飞离枪口（附有动能计算公式）

枪口动能（英語：muzzle energy）是指枪械的抛射物（弹头、弹丸、弹粒、弹块等）在飞离枪口时所拥有的动能。在不考虑气动性和重力因素的情况下，枪口动能可以用来大致衡量枪弹对目标物体的破坏潜能。

## 动能
动能的通用数学公式是：
{\displaystyle E_{\mathrm {k} }={\frac {1}{2}}mv^{2}}
这个公式里
Ek是抛射物的动能（J）
v是抛射物的速度（m/s）
m是抛射物的质量（kg）
在同等动能的情况下，质量更大（更重）的弹体虽然速度更慢，但是所带有的动量和击中目标后产生的冲量也更大，因此在理论上也更富有冲击力。
物理学上使用的是公制单位，因此在弹道学的学术上通常使用克（g）衡量弹头质量、用米每秒（m/s）衡量速度、用焦耳（J）衡量动能。但是因为民间坚持使用英制单位的美国在枪械市场上占据了很大份额，因此商业上常常使用格令（gr）衡量弹头质量、用英尺每秒（feet per second，简称fps）衡量速度、用英尺镑（foot-pound，简称ft·lbf或lb·ft，大约等于1.3558焦耳）衡量动能。

## 枪口动能的法律限定
许多有狩猎运动传统的国家出于道德考虑，为了防止出现猎物因没有立刻死亡而遭受不必要痛苦的“虐杀”情况，会专门立法设定使用弹药的枪口动能下限。比如在丹麦用步枪猎杀红鹿一类的大型猎物必须使用E100（百米动能，指弹头飞行至100米距离时仍拥有的动能）至少2,700 J（2,000 ft·lbf）、弹头重量至少9 g（140 gr）的弹药，或使用E100最少2,000 J（1,500 ft·lbf）、弹头重量至少10 g（150 gr）的弹药。纳米比亚则规定猎枪口径不能小于7（0.28英寸），外加三个级别的最低枪口动能的规定：跳羚大小的中型猎物至少1,350 J（1,000 ft·lbf），狷羚大小的大型猎物至少2,700 J（2,000 ft·lbf），而大型猛兽至少5,400 J（4,000 ft·lbf）。
在各种竞技类射击运动中，因为不需要真能“秒杀”目标，出于噪音和场所安全性等方面的考虑反而会限制最大枪口动能。比如10米气步枪比赛虽然ISSF没有明文规定，但是绝大多数赛事都会设置16 J（12 ft·lbf）的枪口动能上限。
在德国，枪口动能超过7.5 J（5.5 ft·lbf）的气枪会被当成火器对待，因而必须申请合法执照才能拥有；软气枪如果枪口动能低于0.5 J（0.37 ft·lbf）则不受法律限制，但如果超过0.5 J则会被看成真正的气枪禁止18岁以下拥有和使用。
在中国大陆，公安部于2008年单方面下达了针对仿真玩具枪严格管控的《仿真枪认定标准》，使用枪口比动能（即“枪口动能÷枪膛截面积”）的威力衡量标准，规定但凡符合“枪口比动能小于1.8 J/cm²、大于0.16 J/cm²”、“具备枪支外形特征，并且具有与制式枪支材质和功能相似的枪管、枪机、机匣或者击发等机构之一”和“外形、颜色与制式枪支相同或者近似，并且外形长度尺寸介于相应制式枪支全枪长度尺寸的二分之一与一倍之间的”三个条件中任何一个的都将被认定为仿真枪，而一旦超出则认定为真枪。因为绝大多数软气枪发射0.20克的标准6毫米塑料弹丸时枪口初速都能达到76 m/s（250 ft/s）以上，相当于至少0.58 J的动能和2.0536 J/cm²的“比动能”，这条规定使得几乎所有常见的仿真枪在一夜之间都被定义成了非法枪械，让当时在民间流行的对抗射击运动几乎销声匿迹，并产生了例如福建泉州刘大蔚走私武器案和天津赵春华气球射击摊案这样的争议案件，引发了网民各种关于无被害人犯罪、过度执法甚至钓鱼执法的批评。而为了在不违反法律的情况下迎合大众对射击运动的需求，市场上开始出现水弹枪这类替代软气枪的“擦边球”产品。